# Macaduma fusca
Macaduma fusca là một loài bướm đêm thuộc phân họ Arctiinae, họ Erebidae.